# Tschangos

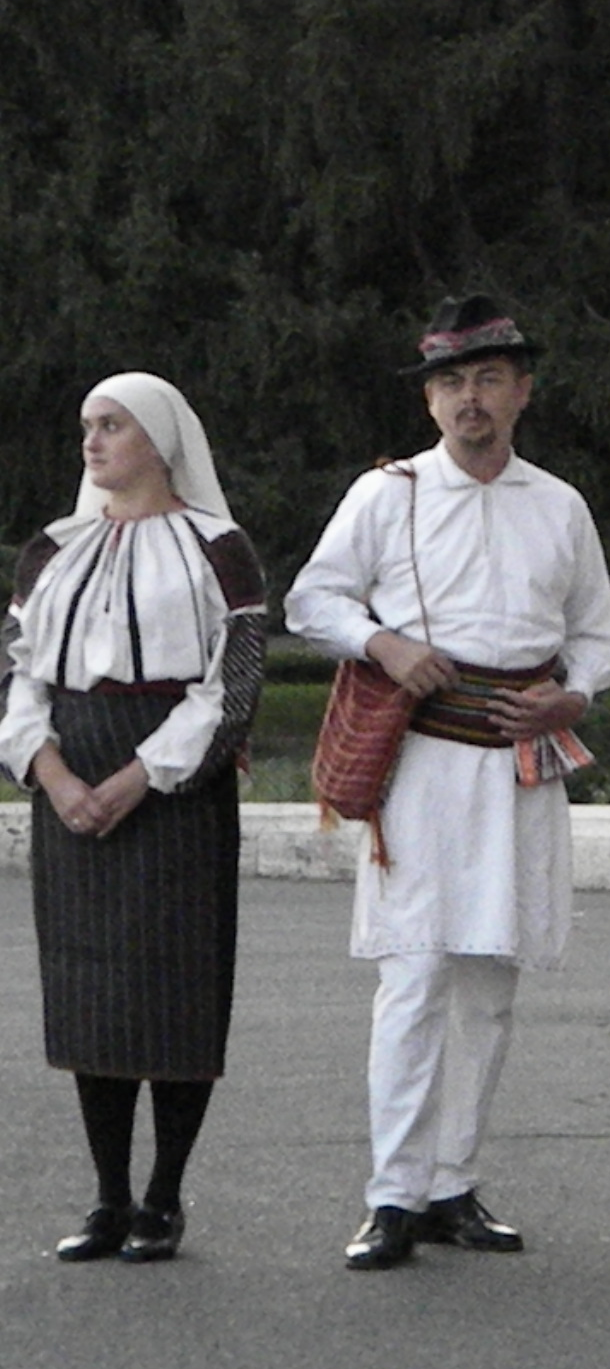
Ein Tschango-Paar aus der Moldau in traditioneller Tracht

Das Wort Tschangos (auch: Tschangonen, ungarisch: csángó (Plural: csángók), rumänisch: ceangăi) ist ein Sammelbegriff für:
1. Die römisch-katholische Bevölkerung der Region Westmoldau, deren Muttersprache ungarisch ist.
2. Die ungarischsprachigen Gruppen im Südosten Siebenbürgens, die sich von den Szeklern in erster Linie durch den Dialekt und Traditionen unterscheiden.

Es ist das Partizip Präsens eines fast ausgestorbenen ungarischen Verbs csángál mit der Bedeutung ‚abwandern, sich trennen‘.
Die ungarische Volksgruppe, die sich aus der Gruppe der Szekler herausgelöst und im Ghimeș-Tal entlang des Trotuș-Flusses niedergelassen hat, wird als Gyimeser Tschangos bezeichnet. Die Ungarn, die südöstlich von Kronstadt in den Siebendörfern leben, werden als Siebendörfer Tschangos bezeichnet.
Das Wort Tschango ist in Siebenbürgen von sehr abwertender Natur und war dort auch nie als Eigenbezeichnung, sondern stets von den Szeklern als Fremdbezeichnung für diese Volksgruppe verwendet worden. In der Moldau hat dieser Begriff keine negative Bedeutung.
Unter den Tschangos versteht man in erster Linie die Moldauer Tschangos. Diese werden in diesem Artikel auch beschrieben.

## Der Ursprung der moldauischen Tschango-Ungarn

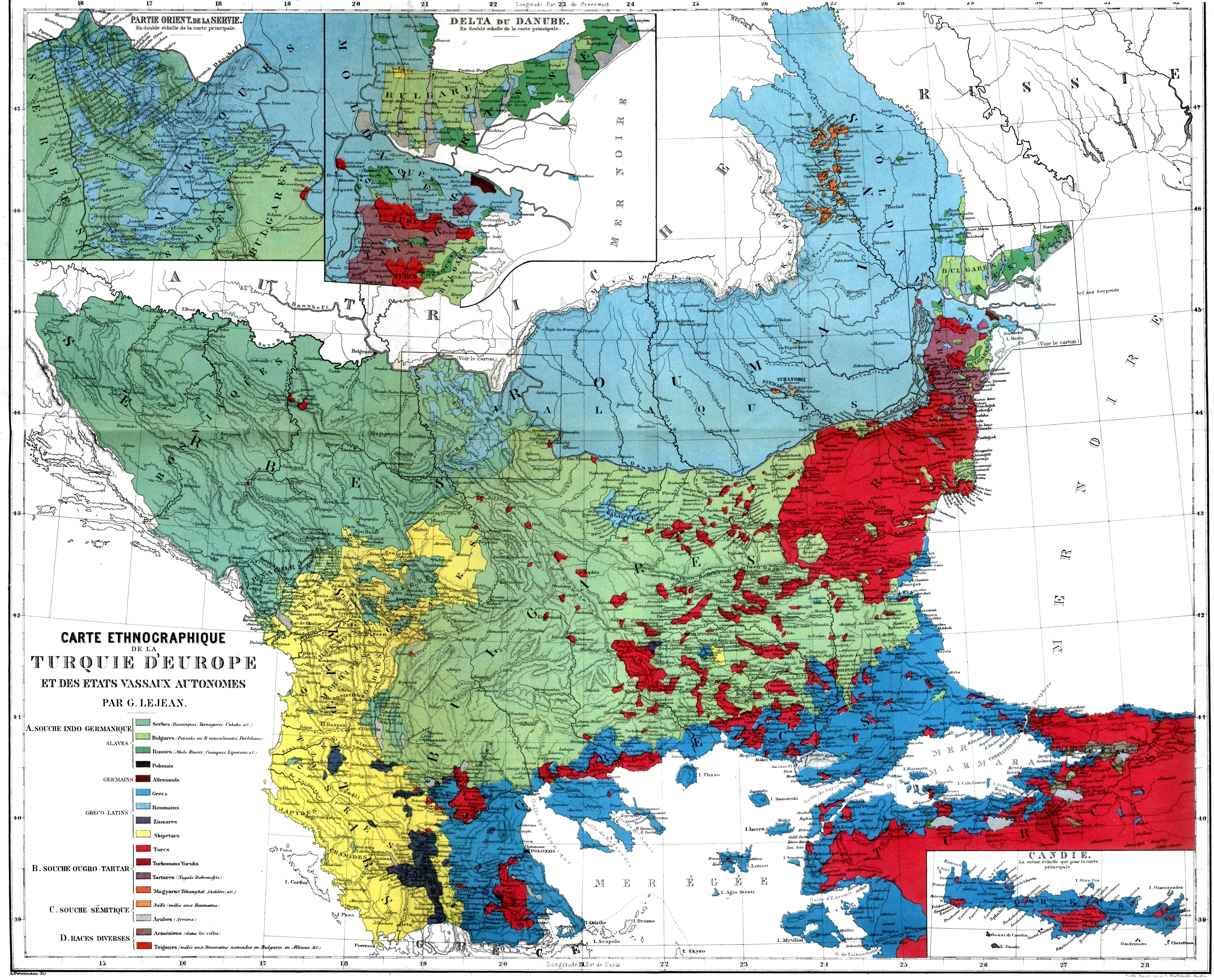
Tschangos („Tchangei“) in Moldau (1861)

Seit dem 18. Jahrhundert erforscht die Wissenschaft den Ursprung der Tschangos. Obwohl durch die Volkskunde, Sprachwissenschaft, die Geschichtsschreibung, sogar die Archäologie diesbezüglich Theorien geschmiedet wurden, ist man bei der Beantwortung grundsätzlicher Fragen noch zu keinen wirklichen Ergebnissen gekommen.
Sicher ist, dass die ungarischsprachige Bevölkerung der Moldau aus zwei Teilen besteht: Aus jenen, die sich im Trotuș und Tzlău–Tal ansiedelten, den „Szeklerungarn“, und der Gruppe, die sich nordöstlich, am Mittellauf des Szeret-Flusses, am Unterlauf des Moldova- und Beszterce–Flusses ansiedelten, den „Tschangoungarn“. 
Ihre Bräuche und Dialekte unterscheiden sich, weswegen angenommen wird, dass sich die Ursprungsgeschichte der beiden Gruppen unterscheidet. Gunda meint, die Ergebnisse der Altertumswissenschaft beachtend, dass „die in der Umgebung von Bacău und Roman lebenden Ungarn die Nachkommen jener Ungarn sind, die bei der Landnahme außerhalb der Karpaten blieben. Diese leben seit der Landnahme ohne Unterbrechung im Moldau-Gebiet.“ Diese Ansicht entspricht der romantisch verklärenden Richtung der ungarischen Volkskunde und ist sehr unwahrscheinlich. 
Lajos Benkő ist von Gundas Argumentation nicht überzeugt, er vertritt, sich auf die Sprachwissenschaft stützend, einen anderen Standpunkt. Er nimmt dazu die Eigenbezeichnung „Tschango“ zu Hilfe, die vom ungarischen Verb csáng, das ‚herumstreifen‘ bedeutet, abzuleiten ist. Deswegen meint er, dass sich diese Volksgruppe von ihrem ursprünglichen Wohnort entfernte, umsiedelte. Weiter ist er der Überzeugung, dass die geographischen Namen im Tschango-Gebiet ungarischen Ursprungs sind, aber aus dem Fehlen der ältesten ungarischen Namenstypen, den Namen der landnehmenden Stämme, Namen, die auf –i enden, schließt er darauf, dass die Tschangos frühestens Ende des 13. Jahrhunderts im heutigen Gebiet sesshaft geworden waren.

### Dialekt
Der Dialekt der Tschangos zeigt gewisse Parallelen zum Dialekt der Siebenbürger Heide (im Gebiet östlich von Klausenburg/Siebenbürgen). Deswegen kann auch vermutet werden, dass sich die Tschangos aus den dort siedelnden ungarischsprachigen Gruppen herausgelöst haben, meint Benkő weiter.

### Csángós als Grenzwächter
Géza Ferenczi glaubt, dass die Csángós Grenzwächter des ungarischen Gyepűsystems waren, die nach Abschluss der ungarischen Besetzung Siebenbürgens gegen Ende des 11. Jahrhunderts die Grenzburgen und den Grenzstreifen bewachten, durch die Einwanderung der Szekler aber immer weiter nach Osten, in die Karpaten und darüber hinaus gedrängt wurden.
Der Sage nach kamen die Tschango mit Attila in die Moldau, sie könnten aber auch die magyarisierte Urbevölkerung sein. Die Szekler und mit ihnen die Tschangos sind laut ungarischer Mythologie folgendermaßen am östlichen Rand des Karpatenbeckens sesshaft geworden:

„Mit schwindenden Truppen zog sich Csaba zurück, um mit seinen asiatischen Verwandten gemeinsam zurückzukehren, und das verlorene Land zurückzuerobern. Er nimmt das heilige Schwert Attilas mit sich, um es in den Wogen des Meeres, das die östlichen Steppen umspült, sauber zu waschen, damit es seine Zauberkraft zurückerhält. An der äußersten Grenze Siebenbürgens lässt er die Szekler zurück um zu wachen, und dass sie ihm helfen, wenn er zurückkehrt. Beim Abschied opfern die Ziehenden dem Feuer, dem Wasser, der Luft und der Erde und danach schwören sie, dass sie bei drohender Gefahr selbst vom Ende der Welt zurückkehren, um Hilfe zu leisten. Die Truppen Csabas hatten kaum den Fuß der schneebedeckten Karpaten erreicht, da erhoben sich schon die Völker gegen die Handvoll Szekler. Da erschrak die Erde, die Kronen der Bäume begannen zu zittern und gaben so Nachricht von der Gefahr, die die Brüder der ziehenden Heerscharen bedrohte. Ein Teil der Truppen kehrte um und zermalmte die überraschten Feinde zu Staub. Ein Jahr verging, und die Bewohner der Täler beneideten die Szekler um ihre Ruhe und bedrohten sie wieder mit ihren Heerscharen. Der Bach floß schreiend in den Strom, der Strom ins Meer, und dieses brachte wieder die Nachricht den sich entfernenden Heerscharen. Die Hilfe kam nicht zu spät, und die Szekler wurden wieder gerettet. Nach drei Jahren wurden die Szekler von neuen Völkern umgeben und zwischen ihnen entbrannte ein Kampf auf Leben und Tod. Der Wind erreichte die sich in Griechenland befindlichen Ziehenden nicht mehr. Doch sich mit den Stürmen der Steppe vereinend, fand er die Heerscharen doch, weit im Südosten. Csabas Volk kehrte zum dritten Mal zurück und verhalf seinen Brüdern zum Sieg. Danach vergingen viele Jahre. Aus Samen wuchsen Nussbäume zu greisen Stämmen heran, die Söhne alterten und ihre Enkel wurden zu tapferen, waffentragenden Männern. Ihr Fleiß zauberte aus dem Urwald kleine Siedlungen hervor, der lange Aufenthalt machte den Wachposten zur süßen Heimat. Es gab keinen, der sich traute, das Land der Szekler, das unter deren eigener starker Hand und der eines unbekannten Heeres stand, zu bedrohen. Doch schließlich brach doch der alte Haß der Nachbarn, gegen die Szekler, die in ihrer Sprache und in ihrem Brauch einzigartig waren, hervor. Unzählige Völker erhoben sich, um die Szekler auszurotten. Und sie begannen deren felsige Heimat von allen Seiten zu bedrängen. Glorreich focht der Szekler, doch langsam ermattete er im Angesicht der übermächtigen Kräfte. Die Hilfe ist weit, vielleicht wurden sie auch vergessen. Die Brüder, von denen sie sich seinerzeit trennten, träumten schon lange im Schoß der Erde. Doch der Stern der Szekler schlummert nicht. Sich an die Opfer, an den Schwur erinnernd, bringt er die Nachricht von der Bedrohung mit wehenden Fahnen in die himmlischen Hallen. Herunten steht die letzte Schlacht bevor, eine Handvoll Szekler steht dem übermächtigen Feind gegenüber, das Schlagen von Rössern und das Getöse von Waffen erklingt und strahlende Truppen ziehen am Himmel auf. Die glorreichen Schlachtbrüder, die dreimal zu Hilfe geeilt, kommen jetzt ein viertes Mal. Als stumme Geister reiten sie in langen Reihen über den sternenübersäten Himmel, um ihren Brüdern zur Hilfe zu eilen und steigen dort herab, wo das blaue Himmelsgewölbe die schneebedeckten Spitzen der Szekler Berge umarmt. Es gibt keine Sterblichen, die vor den Unsterblichen bestehen könnten. Furcht nimmt Besitz vom Meer der Feinde, und diese laufen auseinander, ohne nach hinten zu sehen.“

### Streit um die Abstammung der Tschangos
Die rumänische Geschichtswissenschaft versucht ebenfalls seit der Romantik zu beweisen, dass das Rumänische Volk direkt von den Römern abstammt, dies wird dako-romanische Kontinuitätstheorie genannt. Alle auf rumänischem Staatsgebiet lebenden Anderssprachigen, deren Herkunft nicht mit absoluter Sicherheit bestimmt werden kann, sind laut manchen nationalistisch geprägten Wissenschaftlern magyarisierte oder slawisierte Protorumänen. Dieses Argument wird durchaus auch auf die Moldauer Tschangos angewendet, wenn sich diese zum Beispiel für muttersprachlichen Unterricht einsetzen.
Rumänische Sprachwissenschaftler versuchen die Zugehörigkeit der Tschangos zur Gruppe der Ur-Rumänen unter anderem folgendermaßen zu beweisen:

„Die Tschangos verwenden, um den Schwager zu bezeichnen, das Wort lér.  Dieses stammt vom Lateinischen levir ab, wird deswegen von rumänischen Sprachwissenschaftlern als rumänisches Urwort bezeichnet, und somit ist der Schluss auf eine magyarisierte rumänische Urbevölkerung nicht mehr weit. Das Wörtchen lér kommt nicht nur in älterer ungarischer Literatur, sondern auch in republiksungarischen Dialekten bis heute vor ...“

DNA-Analysen legen nahe, dass es keine enge Verwandtschaft zwischen Szeklern und Tschangos gibt.

## Sprachgebrauch der Tschangos
Etwa 60.000 Moldauer Tschangos beherrschen die ungarische Sprache noch, während Schätzungen darauf hindeuten, dass die tschangoische Sprache für mehr als 32.650 Menschen die Muttersprache ist. Da in der Region Moldau zirka 250.000 römische Katholiken leben und davon ausgegangen werden kann, dass der größte Teil von ihnen von den Tschangos abstammt, ist anzunehmen, dass das Ungarische noch vor 100 Jahren eine viel bedeutendere Rolle gespielt hat als heute. 
Die Sprache der Tschangos hat ihre altertümlichen Züge erhalten und befindet sich in dem Zustand, in dem sich das Ungarische befand, als sich die Tschangos von den Szeklern trennten. Seitdem lebten sie in sprachlicher Isolation, liegen ihre Dörfer doch relativ weit vom geschlossenen ungarischen Sprachgebiet der Szekler entfernt. Die wesentlichen Unterschiede zwischen dem Gemeinungarischen, das auch mit geringer dialektaler Färbung von den siebenbürgischen Ungarn gesprochen wird, und dem Tschango-Ungarischen wurde in der ersten Hälfte des letzten Jahrhunderts dadurch noch vergrößert, dass damals große Poeten und Schriftsteller das Ungarische erneuerten. Die meisten Neuerungen wurden langsam in die Alltagssprache übernommen und verbreiteten sich mit wachsender Mobilität von der Stadt aufs Land, was dazu führte, dass heute Ungarischsprachige, die nicht aus dem bäuerlichen Milieu stammen, kaum mehr dialektale Färbung in ihrer Sprache tragen.
Das Tschango-Sprachgebiet hat diese Neuerungen nicht nur wegen seines Inseldaseins, sondern auch wegen des Mangels an örtlichen geistigen Führungskräften und muttersprachlicher Schulbildung nicht mitgemacht. 
Die etwa 60.000 Ungarischsprecher in der Moldau befinden sich somit in ähnlicher Situation wie die burgenländischen Ungarn, die in ihrer Sprachstruktur, in der Grammatik – bis auf die durch die Spracherneuerung eingeführten Mitlautassimilationen – durchaus des Ungarischen mächtig, aber im Vokabular sehr stark von ihrer Umgebung beeinflusst sind. Wie die burgenländischen Ungarn sich Wörter aus dem Deutschen für nicht mit dem täglichen Leben und dem bäuerlichen Milieu in Zusammenhang stehende Konversation und für neue Erfindungen und abstrakte Sachverhalte entlehnt haben und Dialektsprecher sich hochsprachlicher Idiomatik bedienen, haben sich die Tschangos solche Wörter aus dem Rumänischen entlehnt. Die Zahl der von den Tschangos benutzten rumänischen Wörter ist von Dorf zu Dorf verschieden, sie hängt auch von der Zahl der in einer Siedlung des Ungarischen Mächtigen ab.
Heute kann man in der Moldau nicht mehr davon sprechen, dass sich der rumänische Einfluss auf das eine oder andere Gebiet des Tschango-Lebens beschränken würde. Heute ist die Sprache der Tschangos in ihrer gesamten Bandbreite vom Rumänischen durchdrungen, wie im Laufe der letzten dreißig Jahre im Rahmen der nicht immer einfachen Erhebungen zu einem "Atlas des Tschango-Ungarischen Dialekts" festgestellt wurde.
Die Bildungssprache der Tschangos ist das Rumänische, das sie auch benutzen, wenn sie sich nicht in familiärer Umgebung bewegen. Einsprachige, die nur Ungarisch sprechen, gibt es kaum mehr, wenn sie nicht schon völlig verschwunden sind. Die rumänische Einsprachigkeit greift immer mehr um sich, in den noch ungarischsprachigen Dörfern ist immer öfter eine Art Mischsprachigkeit, Halbsprachigkeit anzutreffen, was bedeutet, dass viele der Tschangos weder das Ungarische noch das Rumänische in allen Feinheiten beherrschen. Viele sind auch nicht mehr imstande, zu bestimmen, welche von ihnen genutzten Ausdrücke und Formulierungen ungarischer oder rumänischer Herkunft sind.
Der nächste Schritt ist die vollkommene Rumänisierung.

## Religionszugehörigkeit und ethnische Identität
Geht man von der wahrscheinlichsten Ursprungstheorie der Tschangos aus, nämlich dass sie irgendwann im oder nach dem 13. Jahrhundert aus dem Karpatenbecken auswanderten, ist es klar, dass sie kein Identitätsbewusstsein mit sich nahmen. Die Ereignisse, die zur Formung eines ungarischen Identitätsbewusstseins führten, beginnend mit der Schlacht bei Belgrad gegen die Türken 1456 bis zur Revolution gegen die österreichische Oberherrschaft 1848, waren für diese Gruppe nicht von Belang. 
Die Moldauer Ungarn hatten nie eine eigene weltliche Intelligenzia, die ungarisch erzogen worden und so in ungarischem Bewusstsein aufgewachsen wäre, keinen Adel, nicht einmal Handwerker. Muttersprachlichen Schulunterricht hat es, mit Ausnahme einer sehr kurzen Zeit, nicht gegeben. 
Deswegen konnte das ethnische Bewusstsein nur von der geistlichen Führung – die dieser Aufgabe nicht gewachsen war – gefördert werden. Die moldauischen Ungarn waren im Gegensatz zu ihrer Umgebung katholischen Glaubens. Das führte so weit, dass fast nur endogame Ehen geschlossen wurden. 
Das Beharren auf dem katholischen Glauben beschreibt eine Tagebuchaufzeichnung von Mihály Bay, einem katholischen Priester, der durch das Fürstentum Moldau reiste, aus dem Jahre 1706:

„Die Leute in Csöbörcs sind so stark in ihrem Glauben, dass sie eher dazu bereit sind, obwohl ein orthodoxer Pfarrer im Dorfe wohnt, ihre Kinder ungetauft zu begraben, als sie durch den walachischen Pfarrer taufen zu lassen.“

Die Moldauer Tschangos definieren sich somit als ethnische Gruppe ausschließlich über ihre Glaubenszugehörigkeit; dieser Umstand hat bisher in der interethnischen Forschung noch nicht Beachtung gefunden. Selbst die Tschangos rund um Roman, obwohl sie sprachlich schon völlig assimiliert sind, bezeichnen sich manchmal, nach ihrer ethnischen Zugehörigkeit gefragt, nicht als Rumänen, sondern als Katholiken. Dies ist die extreme Form des Tschango-Identitätsbewusstseins, sie wissen nicht, welcher Ethnizität sie zugehörig sind, sondern nur welcher sie nicht zugehörig sind. 
Die Tschangos, die rund um Bacău leben, sind sich ihrer ethnischen Zugehörigkeit schon eher bewusst. In zahlreichen Briefen an den Papst bitten sie um ungarischsprachige Priester, so wie die Bevölkerung von Lespezi (Lészpéd) im Jahre 1960:

„[…] wir bitten nicht um Gold, Diamanten oder edle Steine … denn diese könnt Ihr uns nicht geben. Wir bitten nur um eine kleine Sache, die Ihr uns sehr leicht geben könntet, ohne jede Kosten … limba maternă maghiară în biserică … unsere ungarische Muttersprache in der Kirche.“

Ein weiterer Faktor, der verhinderte, dass sich ein Identitätsbewusstsein entfalten konnte, war die seit mehr als 100 Jahren präsente Propaganda der rumänischen Behörden und der mit ihnen kooperierenden katholischen Instanzen in der Moldau, die den Tschangos klarzumachen versuchten, dass sie keine Ungarn sind, und dass das von ihnen gesprochene Idiom nicht Ungarisch ist, sondern eine entfernte Abart.

### Identitätspflege durch die Kantoren
Neben dem Pfarrer vertrat einzig und allein der Kantor, der in den meisten moldauisch ungarischen Dörfern deák genannt wird, einen gewissen ethnischen Spiritus. Die Aufgaben der Kantoren in der Moldau waren um einiges umfassender als der Kantoren im übrigen ungarischen Siedlungsgebiet.
Das Gebiet Moldau war vom Beginn des 17. bis zum Ende des 19. Jahrhunderts Missionsgebiet, in das die Kongregation für die Evangelisierung der Völker nie genügend Priester zu schicken imstande war. Dieser Priestermangel wurde durch die Einrichtung eines katholischen Bistums Iași 1884 und die Eröffnung eines Priesterseminars zwei Jahre später nur wenig gelindert. Auch in der ersten Hälfte des 20. Jahrhunderts war der Priestermangel noch akut.
Jeder Pfarrer hatte mehr als ein Dutzend Filialkirchen zu betreuen, so spielte der deák in der Pflege des Seelenlebens der Gläubigen eine wichtige Rolle. Der deák war fast immer im betreuten Dorf geboren und aufgewachsen, verfügte so über die notwendige Ortskenntnis und wusste um die lokalen religiösen Traditionen Bescheid. Er rief die Dorfbewohner sonntags zum Rosenkranzbeten, stimmte die dem Kirchenjahr entsprechenden ungarischen Kirchenlieder an, gab den Kindern in ungarischer Sprache Religionsunterricht, führte Begräbnisse durch und leitete diverse Wallfahrten.
Neben den italienischen, bosnischen, kroatischen und später rumänischen Priestern, die das Ungarische nicht beherrschten bzw. nicht beherrschen wollten, sprach der deák zur Bevölkerung, diese war ihm deswegen innig verbunden.
Das Ende der Institution des „deák“ begann zwischen den zwei Weltkriegen als Folge einer verstärkten nationalistischen rumänischen Staats- und Kirchenpolitik. Die im Priesterseminar Iași ausgebildeten Pfarrer „entließen“ die in den Dörfern der Moldauer Ungarn tätigen deáks, wenn sie nicht bereit waren, ausschließlich in rumänischer Sprache vorzusingen, vorzubeten und die Kinder zu unterrichten.
Der zweite Wiener Schiedsspruch 1940 verschlechterte die Lage der Tschangos radikal. Als Vergeltung für die Verfolgung der Rumänen in Ungarn (Nordsiebenbürgen) wurde per Dekret die ungarische Sprache und ungarische Lieder in der Kirche verboten. Jahrhundertealte Tradition konnte für ein paar Jahre nur mehr im familiären Kreis fortgeführt werden. Nach dem Krieg verbesserte sich die Lage einigermaßen. Heute ist sowohl die Sprache der Messen als auch die Verwaltungssprache der katholischen Diözese Iași – die aus vielen bis heute großteils ungarischsprachigen Gemeinden besteht – ausschließlich Rumänisch. Die deáks, insofern sie noch leben oder Nachfolger ausbilden konnten, führten und führen ihre Tätigkeit im familiären Kreise fort. 
Seit dem Schuljahr 2005/2006 wird in den Tschango-Dörfern Ungarischunterricht angeboten.

#### Autodafés
Bei ihrer nicht nur sprachpflegerischen Tätigkeit stützten sich die deáks besonders auf verschiedene Liederbücher. Das bekannteste ist das Cantionale Catholicum, das zwischen 1800 und 1806 vier Auflagen erreichte und bis in die 50er Jahre von zahlreichen deáks besessen wurde. Später wurden diese Bücher vom jeweiligen Pfarrer eingezogen, in Lujzikalagor soll sogar ein öffentliches Autodafé stattgefunden haben, bei dem man alle ungarischsprachigen Bücher, die auf dem Dachboden der dortigen Kirche und im Pfarrhof gefunden wurden, verbrannte.

## Über die Situation der Csangó-Minderheit
In den meisten Dörfern der Csangós, selbst dort, wo die Alten den ungarischen Dialekt noch sprechen, sind die Grabaufschriften rumänisch. Auch die Namen der zu Beginn des 20. Jahrhunderts Verstorbenen sind vor langer Zeit romanisiert worden. So wurde z. B. aus János Gál Gal Ianos, aus Mária Kovácsi Covaci Maria.
In Szabófalva/Sabaoni sprechen nur mehr wenige Ungarisch. Manche bedauern es. Und der Hauptgrund für dieses Vergessen trägt die katholische Kirche. Dass man nicht einmal vor dem Haus Ungarisch spricht, ist eine Folge des Verbots durch die Pfarrer. Schon seit letztem Jahrhundert wird von der Kirche gegen den Gebrauch des Tschango-Ungarischen gekämpft. Dabei erklingen auch heute noch so im Geiste durch und durch mittelalterliche Sätze wie „Ungureasca-i limbã dracului!“ (Ungarisch ist die Sprache des Teufels!). 
Antal Csicsó, Vizeobmann des Verbands der moldauischen Tschango-Ungarn, der seinen Sitz in Bacău hat, weiß von den Versuchen der rumänischen Autoritäten zu berichten:
"In der Diözese Moldau, die von [Iași] aus geleitet wird, sind 252.000 Katholiken registriert. Davon sind 200-220.000 ungarischer Abstammung, doch die vier Tschango Dialekte werden nur mehr von 62.000 Personen beherrscht. Davon bekennt sich ungefähr die Hälfte als Ungarn, die ihre Sprache behalten will."
"In der Moldau gab es schon ab 1227 eine katholische Diözese.", meint Csicsó weiters.
Seit dem Schuljahr 2005/2006 wird in den ungarischsprachigen Tschango-Dörfern Ungarischunterricht angeboten.

### Die katholische Kirche und der Sprachgebrauch
Ab dem 16. – 17. Jahrhundert waren in der Moldau polnische, doch hauptsächlich italienische und bosnische Pfarrer tätig, manchmal kamen auch die Franziskaner aus Siebenbürgen herüber. Letztere sprachen Ungarisch, die anderen fanden nur sehr schwer Kontakt zu den Einheimischen. Alle hielten ihre Messen in Lateinisch. Natürlich fiel es den Italienern viel leichter, Rumänisch als Ungarisch zu lernen, auch sprachen sie lieber Rumänisch mit ihrer Gemeinde, von der die meisten aber wenig Rumänisch sprachen. Jenen, die sie nicht verstanden, erteilten sie bei der Beichte die Absolution "im allgemeinen". 
In Iași wurden um 1810 einige Rundbriefe bezüglich des Sprachgebrauchs verfasst. Schon der Erste verbot die Verwendung von "nicht moldauischer" Sprache, verbot also auch das Ungarische. Dieser erste Rundbrief wurde danach alle 10 bis 15 Jahre erneuert. Jedwede ungarischsprachige Äußerung wurde verboten.
"Durchaus interessant ist, dass in den "streitbareren" Tschango Dörfern für ungefähr 25 Jahre die Nutzung des Ungarischen in der Kirche erlaubt war. […] Man erlaubte, während der Messe ungarische Lieder zu singen. Heute ist jedoch – wie ich gehört habe – der Gebrauch des ungarischen Wortes innerhalb des Kirchgartens streng verboten, die Pfarrer gehen sogar soweit, den Menschen zu verbieten, Zuhause Ungarisch zu sprechen."

#### Haltung des ungarischstämmigen Bischofs
Vergeblich bat man den katholischen Bischof von Iași, Petru Gherghel, der auch Tschango-ungarischer Abstammung ist, die ungarische Liturgie zu erlauben. Und dies nicht nur einmal. Man bat ihn 1991, 1996, im Februar und im Mai 1998. 
Auf diese Eingaben antwortete der Bischof mit einer einzigen Ausnahme nicht. Das eine Mal war seine Antwort ein bestimmtes „Nein“. 

„Der Diener der katholischen Kirche in Iași – so wie seit zwei Jahrhunderten jeder seiner Vorgänger – ist danach bestrebt, dass die Tschangos so rasch wie möglich im großen rumänischen Meer aufgehen“

„Ich habe viel überlegt, wie man diese Situation ändern könnte. Seit mindestens 200 Jahren wird unsere Sprache, der wichtigste Teil unserer Kultur, verboten. Eigentlich auch alle anderen ungarischen Äußerungen. Deswegen bin ich der Meinung, dass der Bischof aus Jászvásár sein moralisches Recht verloren hat, unser geistiger Führer, überhaupt unser Führer zu sein. Er hat sich gegen uns gewendet.“

„Manche der Tschangos möchten zur Erzdiözese Alba Iulia gehören. In dieser Richtung gab es schon unzählige Versuche, doch ist solcherlei durch die momentanen Kirchengesetze nicht möglich. […] Nur der kleinste Teil unserer Arbeit ist kulturellen Charakters.[…] Leider haben wir nicht genug Geld. […]“